# Aldrín
|  | «Aldrin» redirigeix aquí. Vegeu-ne altres significats a «Buzz Aldrin». |

Aldrín  és el nom tècnic d'un insecticida organoclorat i forma part del grup dels contaminants orgànics persistents (COPs) definit pel conveni d'Estocolm. Va ser usat àmpliament fins al 1970 quan va ser prohibit el seu ús a la majoria de països. Abans de la prohibició era usat àmpliament com a pesticida per tractar el sòl i les llavors en cultius de blat, patates i cotó. També era usat en el control de tèrmits.
És molt tòxic pels humans, pot absorbir-se per via cutània o ingestió. La substància descompon en escalfar-se produint fums tòxics i corrosius. Reacciona amb àcids i oxidants. Ataca determinats metalls en presència d'aigua.

## Propietats
L'aldrín és una substància química manufacturada i no està present al medi ambient de manera natural, es presenta en forma d'una pols cristal·lina blanca que fa una lleu olor de substància química quan és pur, mentre que els compostos comercials de menor puresa presenten un color canyella.
Presenta una solubilitat en aigua molt baixa però es dissol fàcilment en compostos orgànics, greixos i olis.

## Producció
L'aldrín es forma mitjançant una reacció Diels-Alder entre 1,3-ciclopentadiè i etí per formar norboradiè, que amb una subsegüent reacció Diels-Alder amb hexaclorociclopentadiè acabarà donant lloc a la formació d'aldrín.

Síntesi d'aldrín via la reacció Diels-Alder

L'aldrín va ser anomenat així en honor del químic alemany Kurt Alder, un dels coinventors d'aquest tipus de reacció. Entre 1946 i 1976 s'estima que es van produir uns 270 milions de kilograms d'aldrín i pesticides ciclodiènics relacionats.

## Impacte ambiental i regulació
L'aldrín tendeix a oxidar-se a l'epoxi més fortament insecticida dieldrina en el tracte digestiu dels insectes, en l'ambient degut a la llum solar i els bacteris, o adherint-se primer fortament a terra i oxidant-se més lentament però podent acabar sent emmagatzemat per les plantes properes que incorporaran i emmagatzemaran aldrín i dieldrina del sòl.
L'exposició a aldrín i Dieldrina en humans es duu a terme principalment al consumir aliments contaminats tals com tubercles comestibles, peix o marisc. Humans i animals absorbeixen aldrín i l'oxiden a Dieldrina, emmagatzemant-se aquest últim al greix i abandonant l'organisme molt lentament. Aquesta acumulació pot provocar alteracions del sistema nerviós central si l'exposició és de curta durada o danys substancials al cervell, fetge i plasma sanguini per exposicions més prolongades.
Com els pesticides policlorats relacionats, l'aldrín és altament lipòfil. La seva solubilitat en aigua és de tan sols 0.027 mg/L, el que augmenta la seva persistència en l'ambient. Va ser prohibit per la convenció d'Estocolm sobre contaminants orgànics persistents. Als Estats Units es van cancel·lar tots els usos d'aldrín i Dieldrina excepte el control de tèrmits des del 1969, i aquest últim ús va ser prohibit el 1987. Està prohibit usar aldrín per la protecció de plantes a la UE.